# Houma, Louisiana
Houma är en stad (city) i Terrebonne Parish i delstaten Louisiana i USA. Staden hade 33 406 invånare, på en yta av 37,80 km² (2020). Houma är administrativ huvudort (parish seat) i Terrebonne Parish.
Dagens Houma grundades 1834 och fick sitt namn efter en indianstam. Cajunkulturen och -traditionerna är starka i Houma med omgivningar.